# Spelskandalen i Sverige 1990
Spelskandalen i Sverige 1990 var en spelskandal på Oddset, arrangerat av dåvarande Tipstjänst, i Sverige 1990. Vid denna tidpunkt skakades sporten i Sverige av återkommande rykten om uppgjorda matcher. Förutom bandyspelare i IF Boltic pekades framför allt klubbarna Västra Frölunda IF och Bodens IK inom ishockey ut i denna spelskandal, där stora penningsummor påstods ha satsats på överraskande sportresultat.

## Historia
Den 7 januari 1990 vann IFK Kungälv hemma mot IF Boltic med 8–0 i Allsvenskan i bandy för herrar säsongen 1989/1990. Det var en utklassning som inte speglade sin tid. IF Boltic ansågs nämligen vara ett mycket bättre lag vid denna tid och även om IFK Kungälv mycket väl skulle kunna vinna matchen så var det mycket osannolikt att det skulle kunna ske med ett så stort resultat. De följande månaderna skedde en hel del "konstiga resultat" på sportanläggningarna runtom i Sverige, främst inom bandy och ishockey. Mutor misstänktes. Tidningen Expressen med journalisten Thomas Malmquist kom sedan med avslöjandet och målade upp ett scenario som utgick från att stora summor pengar hade satsats på i förväg uppgjorda matcher. Som grund för sitt påstående hade man en källa som pekade ut namngivna personer som fått spelare i IF Boltic, Bodens IK och Västra Frölunda IF att ta emot/själv satsa pengar på sina lags förluster hos Tipstjänst. 
Den trippelkombination som spelades hårdast var tre förluster för Västra Frölunda HC, och gav ett odds på knappa 10 gånger pengarna på Tipstjänstspelet "Lången" och det statliga spelföretaget gjorde en förlust på drygt 20 000 000 kronor. Stora insatser hade spelats på trippeln i olika delar av landet, och spelombud som tagit emot och betalat ut vinstpengar berättade i tidningen om att de kunder som kom och hämtade pengarna inte utgjorde urtypen för långenspelare vilket gjorde ärendet än mer mystiskt. Reaktionen och ekot i Idrottsverige blev enormt. De utpekade lagen slog ifrån sig anklagelserna och anmälde Expressen och dess ansvarige utgivare Bo Strömstedt till pressombudsmannen. Ärendet gick senare vidare till domstol som tryckfrihetsbrott, men i Stockholms tingsrätts dom från den 14 mars 1991 friades tidningen av juryn på samtliga 176 åtalspunkter.
Historien tog inte slut i samband med frikännandet. Först den 7 januari 2000, då 10 år gått och fallet därmed preskriberats, kom det fram att bandymatchen IFK Kungälv–IF Boltic var "uppgjord". Påståendet var nu om att lagen mycket väl kände till om skandalen och att man var köpta, men att det hela tystats ned kraftfullt från lagens egna organisationer, i syfte att upprätthålla föreningarnas anseende och fasad utåt. Den stora förloraren i spelskandalen var naturligtvis statliga Tipstjänst, men företaget och även dess efterföljare Svenska Spel har tagit händelsen på fullt allvar. Man har med utvecklingen på dataområdets hjälp tagit in fler och bättre varningssystem som slår larm när insatserna blir för höga eller sker samtidigt på samma matcher. Bolaget har även anställt fler medarbetare med full insyn i sporten för att sätta rättvisa och korrekta odds beroende på vilken idrott som utgör spelobjekt.
Under tidiga 2000-talet drabbades även Finland av en liknande skandal när finländska motsvarigheten till Svenska Spel, Veikkaus drabbades av en spelstöt där flera lag inom Finlands nationalsport boboll var inblandad. Stora spel placerades från utlandet på den internationellt relativt okända sporten. 
I sin bok Bandygalen från oktober 2007 påstod Pelle Fosshaug att under säsongen 1990/1991 var matchen Selånger SK–IFK Vänersborg den 27 januari 1991, slutade 5–5, också uppgjord, vilket skulle ha hjälpt till att rädda Selånger SK från degradering till Division 1. I oktober 2007 meddelade även Gösta Feldt, dåvarande styrelseledamot i IFK Vänersborg, att flera spelare inför matchen IFK Vänersborg–Selånger SK i sista omgången av Elit B säsongen 1987/1988 "snackade" till sig att matchen mellan de två den 21 februari 1988 skulle sluta oavgjort så att båda lagen skulle gå till SM-slutspel, medan IFK Kungälv missade. Matchen slutade 2–2. Rykten om "uppgjord" match, då av "sportsliga" orsaker, hade hela tiden gått.